# العلاقات الإيطالية الميانمارية
العلاقات الإيطالية الميانمارية هي العلاقات الثنائية التي تجمع بين إيطاليا وميانمار.

## مقارنة بين البلدين
هذه مقارنة عامة ومرجعية للدولتين:
| وجه المقارنة                                              | إيطاليا                                                  | ميانمار          |
| --------------------------------------------------------- | -------------------------------------------------------- | ---------------- |
| المساحة (كم2)                                             | 301.34 ألف                                               | 676.58 ألف       |
| عدد السكان (نسمة)                                         | 60.60 مليون                                              | 53.37 مليون      |
| الكثافة السكانية (ن./كم²)                                 | 201.1                                                    | 78.88            |
| العاصمة                                                   | روما، فلورنسا، تورينو                                    | نايبيداو، يانغون |
| اللغة الرسمية                                             | اللغة الإيطالية                                          | اللغة البورمية   |
| العملة                                                    | يورو، ليرة إيطالية                                       | كيات ميانماري    |
| الناتج المحلي الإجمالي (بليون دولار)                      | 1.93 تريليون                                             | 69.32 مليار      |
| الناتج المحلي الإجمالي (تعادل القوة الشرائية) بليون دولار | 2.26 تريليون                                             | 282.95 مليار     |
| الناتج المحلي الإجمالي الاسمي للفرد دولار أمريكي          | 29.96 ألف                                                | 1.16 ألف         |
| الناتج المحلي الإجمالي للفرد دولار أمريكي                 | 35.46 ألف                                                |                  |
| مؤشر التنمية البشرية                                      | 0.873                                                    | 0.536            |
| رمز المكالمات الدولي                                      | +39                                                      | +95              |
| رمز الإنترنت                                              | .it                                                      | .mm              |
| المنطقة الزمنية                                           | توقيت وسط أوروبا، ت ع م+01:00، ت ع م+02:00، أوروبا/روما ‏ | ت ع م+06:30      |

## منظمات دولية مشتركة
يشترك البلدان في عضوية مجموعة من المنظمات الدولية، منها:
| علم المنظمة | اسم المنظمة                        | تاريخ انضمام إيطاليا | تاريخ انضمام ميانمار |
| ----------- | ---------------------------------- | -------------------- | -------------------- |
|             | مؤسسة التنمية الدولية              | 24 سبتمبر 1960       | 5 نوفمبر 1962        |
|             | المنظمة الهيدروغرافية الدولية      | ?                    | ?                    |
|             | مؤسسة التمويل الدولية              | 27 ديسمبر 1956       | 3 ديسمبر 1956        |
|             | منظمة حظر الأسلحة الكيميائية       | ?                    | ?                    |
|             | يونسكو                             | ?                    | 27 يونيو 1949        |
|             | الأمم المتحدة                      | 14 ديسمبر 1955       | 19 أبريل 1948        |
|             | الاتحاد الدولي للاتصالات           | 1866                 | 15 سبتمبر 1937       |
|             | منظمة الشرطة الجنائية الدولية      | ?                    | ?                    |
|             | البنك الدولي للإنشاء والتعمير      | 27 مارس 1947         | 3 يناير 1952         |
|             | الاتحاد البريدي العالمي            | ?                    | ?                    |
|             | وكالة ضمان الاستثمار متعدد الأطراف | 29 أبريل 1988        | 16 ديسمبر 2013       |
|             | بنك التنمية الآسيوي                | 1966                 | 1973                 |
|             | منظمة التجارة العالمية             | 1995                 | ?                    |

## وصلات خارجية
- موقع وزارة الخارجية الإيطالية
- موقع وزارة الخارجية الميانمارية